# Фед куп 2008 — Азијскоокеанијска зона
Азијско/Океанијска зона је једна од три зоне регионалног такмичења у Фед купу 2008.

## Прва група
Такмичење ове групе се одржало у Националном тенис центру у Банкоку Тајланд од 30. јануара. Играло се на тренима са тврдом подлогом. 
- Аустралија
- Нови Зеланд
- Индија
- Индонезија
- Тајланд
- Кинески Тајпеј
- Хонгконг
- Узбекистан

Репрезентације из Прве група подељене су две подгрупе А и Б по четири екипе. Победници група пласирају се у мини плеј оф, који се одржао 2. фебруара. Екипе победница је у априлу месецу играла доигравање (плеј оф) за улазак у Светску групу II 2010. Остале екипе су према редоследу у табелама играле за 3, 5 и 7 место. Поражени у мечу за 7. место испао је из Прве групе.
|    | Група А              | Нови Зеланд | Аустралија |     | Индија |
| -- | -------------------- | ----------- | ---------- | --- | ------ |
| 1. | Нови Зеланд (2-1, 6) | ХХХ         | 1-2        | 3-0 | 2-1    |
| 2. | Аустралија (2-1, 5)  | 2-1         | ХХХ        | 1-2 | 3-0    |
| 3. | Индонезија(2-1, 4)   | 0-3         | 2-1        | ХХХ | 2-1    |
| 4. | Индија (0-3)         | 1-2         | 0-3        | 1-2 | ХХХ    |

|    | Група Б              | Узбекистан | Кинески Тајпеј | Тајланд | Хонгконг |
| -- | -------------------- | ---------- | -------------- | ------- | -------- |
| 1. | Узбекистан(3-0)      | ХХХ        | 2-1            | 2-1     | 2-1      |
| 2. | Кинески Тајпеј (2-1) | 1-2        | ХХХ            | 3-0     | 2-1      |
| 3. | Тајланд (1-2)        | 1-2        | 0-3            | ХХХ     | 3-0      |
| 4. | Хонгконг (0-3)       | 1-2        | 1-2            | 0-3     | ХХХ      |

| за пласман  | 1. екипа   | Резултат | 2. екипа    |
| ----------- | ---------- | -------- | ----------- |
| за плеј оф  | Узбекистан | 2-1      | Нови Зеланд |
| 3./4. место | Тајпеј     | 3-0      | Аустралија  |
| 5./6. место | Индонезија | 2-1      | Тајланд     |
| за опстанак | Индија     | 2-1      | Хонгконг    |

Узбекистан се пласирао за доигравање (плеј оф) за улазак у Светску групу II 2009. 
Хонгконг испада у Другу групу Азијско/Океанијска зоне за 2009.

## Друга група
Такмичење ове групе се одржало у Националном тенис центру у Банкоку Тајланд од 30. јануара. Играло се на тренима са тврдом подлогом. 
- Јордан
- Казахстан
- Филипини
- Сингапур
- Јужна Кореја
- Шри Ланка
- Сирија
- Туркменистан

Репрезентације из Друге група посељене су две подгрупе А са 3 екипе и Б са четири екипе. Победници група пласирају се у мини плеј оф, који се одржао 2. фебруара. Екипа победница се пласирала за Певу групу у 2009.
|    | Група А            | Јужна Кореја | Филипини | Сирија |
| -- | ------------------ | ------------ | -------- | ------ |
| 1. | Јужна Кореја (2-0) | ХХХ          | 2-1      | 3-0    |
| 2. | Филипини (1-1)     | 1-2          | ХХХ      | 3-0    |
| 3. | Сирија (0-2)       | 0-3          | 0-3      | ХХХ    |

|    | Група Б            | Казахстан | Сингапур | Туркменистан | Шри Ланка |
| -- | ------------------ | --------- | -------- | ------------ | --------- |
| 1. | Казахстан (3-0)    | ХХХ       | 3-0      | 3-0          | 3-0       |
| 2. | Сингапур (2-1)     | 0-3       | ХХХ      | 2-1          | 2-1       |
| 3. | Туркменистан (1-2) | 0-3       | 1-2      | ХХХ          | 2-1       |
| 4. | Шри Ланка (0-3)    | 0-3       | 1-2      | 1-2          | ХХХ       |

| за пласман  | 1. екипа     | Резултат | 2. екипа  |
| ----------- | ------------ | -------- | --------- |
| за 1. место | Јужна Кореја | 2-0      | Казахстан |
| 3./4. место | Сингапур     | 1-2      | Филипини  |
| 5./6. место | Туркменистан | 2-1      | Сирија    |

Јужна Кореја се пласирала за Прву групу 2009.